# Stanley-Cup-Playoffs 1990
Die Playoffs um den Stanley Cup des Jahres 1990 begannen am 4. April 1990 und endeten am 24. Mai 1990 mit dem 4:1-Erfolg der Edmonton Oilers über die Boston Bruins. Die Oilers gewannen damit ihren fünften Titel in den letzten sieben Jahren, zugleich jedoch ihren vorerst letzten der Franchise-Geschichte (Stand: Playoffs 2025). Zudem stellten sie mit ihrem Torhüter Bill Ranford den mit der Conn Smythe Trophy ausgezeichneten Most Valuable Player sowie mit Mark Messier und Craig Simpson die beiden Topscorer der Playoffs. Die Boston Bruins hingegen mussten die fünfte Finalniederlage in Folge hinnehmen, zuletzt unterlagen sie erst 1988 ebenfalls den Edmonton Oilers (0:4).
Mit dem Finalsieg Edmontons ging der Stanley Cup zum siebten Mal in Folge an ein kanadisches Team, eine Serie, die in der Ära nach der großen Liga-Expansion 1967 unerreicht ist und im Folgejahr von den Pittsburgh Penguins beendet wurde. Neben den fünf Titeln der Oilers waren daran die Canadiens de Montréal (1986) und die Calgary Flames (1989) beteiligt. Ferner verpassten die Philadelphia Flyers zum ersten Mal seit 1972 die post-season, sodass die zu diesem Zeitpunkt sechstlängste Serie von 17 aufeinander folgenden Playoff-Teilnahmen endete.

## Modus
Nachdem sich aus jeder Division die vier punktbesten Teams qualifiziert haben, starten die im K.-o.-System ausgetragenen Playoffs. Dabei trifft der jeweilige Erste auf den Vierten und der Zweite auf den Dritten einer jeden Division, sodass in den ersten zwei Runden die Divisionssieger ausgespielt werden. Diese treten in der Folge im Conference-Finale um den Einzug ins Stanley-Cup-Finale an.
Alle Serien jeder Runde werden im Best-of-Seven-Modus ausgespielt, das heißt, dass ein Team vier Siege zum Erreichen der nächsten Runde benötigt. Das höher gesetzte Team hat dabei in den ersten beiden Spielen Heimrecht, die nächsten beiden das gegnerische Team. Sollte bis dahin kein Sieger aus der Runde hervorgegangen sein, wechselt das Heimrecht von Spiel zu Spiel. So hat die höher gesetzte Mannschaft in den Spielen 1, 2, 5 und 7, also vier der maximal sieben Spiele, einen Heimvorteil. Der Sieger der Prince of Wales Conference wird mit der Prince of Wales Trophy ausgezeichnet und der Sieger der Campbell Conference mit der Clarence S. Campbell Bowl.
Bei Spielen, die nach der regulären Spielzeit von 60 Minuten unentschieden bleiben, folgt die Overtime. Sie endet durch das erste erzielte Tor (Sudden Death).

## Qualifizierte Teams
| Adams Division - (A1) Boston Bruins - (A2) Buffalo Sabres - (A3) Canadiens de Montréal - (A4) Hartford Whalers Patrick Division - (P1) New York Rangers - (P2) New Jersey Devils - (P3) Washington Capitals - (P4) New York Islanders | Norris Division - (N1) Chicago Blackhawks - (N2) St. Louis Blues - (N3) Toronto Maple Leafs - (N4) Minnesota North Stars Smythe Division - (S1) Calgary Flames - (S2) Edmonton Oilers - (S3) Winnipeg Jets - (S4) Los Angeles Kings |

## Playoff-Baum
|  | Division-Halbfinale | Division-Halbfinale   | Division-Halbfinale |                       |                    | Division-Finale | Division-Finale              | Division-Finale |  |  | Conference-Finale | Conference-Finale | Conference-Finale |  |  | Stanley-Cup-Finale | Stanley-Cup-Finale | Stanley-Cup-Finale |
|  |                     |                       |                     |                       |                    |                 |                              |                 |  |  |                   |                   |                   |  |  |                    |                    |                    |
|  | A1                  | Boston Bruins         | 4                   |                       |                    |                 |                              |                 |  |  |                   |                   |                   |  |  |                    |                    |                    |
|  | A4                  | Hartford Whalers      | 3                   |                       |                    |                 |                              |                 |  |  |                   |                   |                   |  |  |                    |                    |                    |
|  | A4                  | Hartford Whalers      | 3                   | A1                    | Boston Bruins      | 4               |                              |                 |  |  |                   |                   |                   |  |  |                    |                    |                    |
|  |                     |                       |                     | A1                    | Boston Bruins      | 4               |                              |                 |  |  |                   |                   |                   |  |  |                    |                    |                    |
|  |                     |                       | A3                  | Canadiens de Montréal | 1                  |                 |                              |                 |  |  |                   |                   |                   |  |  |                    |                    |                    |
|  | A2                  | Buffalo Sabres        | A3                  | Canadiens de Montréal | 1                  | 2               |                              |                 |  |  |                   |                   |                   |  |  |                    |                    |                    |
|  | A2                  | Buffalo Sabres        |                     |                       |                    | 2               |                              |                 |  |  |                   |                   |                   |  |  |                    |                    |                    |
|  | A3                  | Canadiens de Montréal | 4                   |                       |                    |                 |                              |                 |  |  |                   |                   |                   |  |  |                    |                    |                    |
|  | A3                  | Canadiens de Montréal | 4                   | A1                    | Boston Bruins      | 4               |                              |                 |  |  |                   |                   |                   |  |  |                    |                    |                    |
|  |                     |                       |                     | A1                    | Boston Bruins      | 4               | Prince of Wales Conference   |                 |  |  |                   |                   |                   |  |  |                    |                    |                    |
|  |                     | P3                    | Washington Capitals | 0                     |                    |                 |                              |                 |  |  |                   |                   |                   |  |  |                    |                    |                    |
|  | P1                  | P3                    | Washington Capitals | 0                     | New York Rangers   | 4               |                              |                 |  |  |                   |                   |                   |  |  |                    |                    |                    |
|  | P1                  |                       |                     |                       | New York Rangers   | 4               |                              |                 |  |  |                   |                   |                   |  |  |                    |                    |                    |
|  | P4                  | New York Islanders    | 1                   |                       |                    |                 |                              |                 |  |  |                   |                   |                   |  |  |                    |                    |                    |
|  | P4                  | New York Islanders    | 1                   | P1                    | New York Rangers   | 1               |                              |                 |  |  |                   |                   |                   |  |  |                    |                    |                    |
|  |                     |                       |                     | P1                    | New York Rangers   | 1               |                              |                 |  |  |                   |                   |                   |  |  |                    |                    |                    |
|  |                     |                       | P3                  | Washington Capitals   | 4                  |                 |                              |                 |  |  |                   |                   |                   |  |  |                    |                    |                    |
|  | P2                  | New Jersey Devils     | P3                  | Washington Capitals   | 4                  | 2               |                              |                 |  |  |                   |                   |                   |  |  |                    |                    |                    |
|  | P2                  | New Jersey Devils     |                     |                       |                    |                 |                              |                 |  |  |                   |                   |                   |  |  |                    |                    |                    |
|  | P3                  | Washington Capitals   | 4                   |                       |                    |                 |                              |                 |  |  |                   |                   |                   |  |  |                    |                    |                    |
|  | P3                  | Washington Capitals   | 4                   | A1                    | Boston Bruins      | 2               |                              |                 |  |  |                   |                   |                   |  |  |                    |                    |                    |
|  |                     |                       |                     |                       |                    |                 |                              |                 |  |  |                   |                   |                   |  |  |                    |                    |                    |
|  |                     | S2                    | Edmonton Oilers     | 4                     |                    |                 |                              |                 |  |  |                   |                   |                   |  |  |                    |                    |                    |
|  | N1                  | S2                    | Edmonton Oilers     | 4                     | Chicago Blackhawks | 4               |                              |                 |  |  |                   |                   |                   |  |  |                    |                    |                    |
|  | N1                  |                       |                     |                       | Chicago Blackhawks | 4               |                              |                 |  |  |                   |                   |                   |  |  |                    |                    |                    |
|  | N4                  | Minnesota North Stars | 3                   |                       |                    |                 |                              |                 |  |  |                   |                   |                   |  |  |                    |                    |                    |
|  | N4                  | Minnesota North Stars | 3                   | N1                    | Chicago Blackhawks | 4               |                              |                 |  |  |                   |                   |                   |  |  |                    |                    |                    |
|  |                     |                       |                     | N1                    | Chicago Blackhawks | 4               |                              |                 |  |  |                   |                   |                   |  |  |                    |                    |                    |
|  |                     |                       | N2                  | St. Louis Blues       | 3                  |                 |                              |                 |  |  |                   |                   |                   |  |  |                    |                    |                    |
|  | N2                  | St. Louis Blues       | N2                  | St. Louis Blues       | 3                  | 4               |                              |                 |  |  |                   |                   |                   |  |  |                    |                    |                    |
|  | N2                  | St. Louis Blues       |                     |                       |                    | 4               |                              |                 |  |  |                   |                   |                   |  |  |                    |                    |                    |
|  | N3                  | Toronto Maple Leafs   | 1                   |                       |                    |                 |                              |                 |  |  |                   |                   |                   |  |  |                    |                    |                    |
|  | N3                  | Toronto Maple Leafs   | 1                   | N1                    | Chicago Blackhawks | 2               |                              |                 |  |  |                   |                   |                   |  |  |                    |                    |                    |
|  |                     |                       |                     | N1                    | Chicago Blackhawks | 2               | Clarence Campbell Conference |                 |  |  |                   |                   |                   |  |  |                    |                    |                    |
|  |                     | S2                    | Edmonton Oilers     | 4                     |                    |                 |                              |                 |  |  |                   |                   |                   |  |  |                    |                    |                    |
|  | S1                  | S2                    | Edmonton Oilers     | 4                     | Calgary Flames     | 2               |                              |                 |  |  |                   |                   |                   |  |  |                    |                    |                    |
|  | S1                  |                       |                     |                       |                    |                 |                              |                 |  |  |                   |                   |                   |  |  |                    |                    |                    |
|  | S4                  | Los Angeles Kings     | 4                   |                       |                    |                 |                              |                 |  |  |                   |                   |                   |  |  |                    |                    |                    |
|  | S4                  | Los Angeles Kings     | 4                   | S4                    | Los Angeles Kings  | 0               |                              |                 |  |  |                   |                   |                   |  |  |                    |                    |                    |
|  |                     |                       |                     | S4                    | Los Angeles Kings  | 0               |                              |                 |  |  |                   |                   |                   |  |  |                    |                    |                    |
|  |                     |                       | S2                  | Edmonton Oilers       | 4                  |                 |                              |                 |  |  |                   |                   |                   |  |  |                    |                    |                    |
|  | S2                  | Edmonton Oilers       | S2                  | Edmonton Oilers       | 4                  | 4               |                              |                 |  |  |                   |                   |                   |  |  |                    |                    |                    |
|  | S2                  | Edmonton Oilers       |                     |                       |                    |                 |                              |                 |  |  |                   |                   |                   |  |  |                    |                    |                    |
|  | S3                  | Winnipeg Jets         | 3                   |                       |                    |                 |                              |                 |  |  |                   |                   |                   |  |  |                    |                    |                    |

## Division-Halbfinale

### Prince of Wales Conference

#### (A1) Boston Bruins – (A4) Hartford Whalers
| 5. April 1990 | Boston Bruins Cam Neely (26:29) Bobby Carpenter (35:46) Dave Poulin (59:38) | 3:4 (0:1, 2:3, 1:0) Spielbericht Stand: 0:1 | Hartford Whalers Todd Krygier (5:42) Dean Evason (22:41) Scott Young (26:16) Randy Ladouceur (29:19) | Boston Garden, Boston, Massachusetts Zuschauer: 14.448 |

| 7. April 1990 | Boston Bruins Ray Bourque (10:58) Garry Galley (34:06) Bobby Carpenter (46:57) | 3:1 (1:0, 1:1, 1:0) Spielbericht Stand: 1:1 | Hartford Whalers Todd Krygier (27:42) | Boston Garden, Boston, Massachusetts Zuschauer: 14.448 |

| 9. April 1990 | Hartford Whalers Brad Shaw (12:13) Pat Verbeek (14:41) Dave Babych (40:36) Pat Verbeek (42:13) Kevin Dineen (59:42) | 5:3 (2:2, 0:0, 3:1) Spielbericht Stand: 2:1 | Boston Bruins Bobby Carpenter (7:59) Dave Christian (17:20) Randy Burridge (48:25) | Hartford Civic Center, Hartford, Connecticut Zuschauer: 15.535 |

| 11. April 1990 | Hartford Whalers Dean Evason (1:18) Brad Shaw (22:04) Kevin Dineen (27:02) Yvon Corriveau (28:29) Ron Francis (36:15) | 5:6 (1:0, 4:2, 0:4) Spielbericht Stand: 2:2 | Boston Bruins Dave Christian (24:35) Glen Wesley (30:24) Dave Poulin (41:28) Bob Beers (47:00) Dave Christian (48:10) Dave Poulin (58:16) | Hartford Civic Center, Hartford, Connecticut Zuschauer: 15.535 |

| 13. April 1990 | Boston Bruins Brian Propp (15:18) Cam Neely (17:27) Cam Neely (38:07) | 3:2 (2:1, 1:1, 0:0) Spielbericht Stand: 3:2 | Hartford Whalers Ulf Samuelsson (9:36) Dave Tippett (35:56) | Boston Garden, Boston, Massachusetts Zuschauer: 14.448 |

| 15. April 1990 | Hartford Whalers Scott Young (6:31) Ron Francis (21:35) Kevin Dineen (72:30) | 3:2 n. V. (1:0, 1:1, 0:1, 1:0) Spielbericht Stand: 3:3 | Boston Bruins Dave Poulin (29:00) Randy Burridge (41:05) | Hartford Civic Center, Hartford, Connecticut Zuschauer: 15.535 |

| 17. April 1990 | Boston Bruins John Byce (1:30) Craig Janney (7:29) Cam Neely (35:22) | 3:1 (2:0, 1:0, 0:1) Spielbericht Stand: 4:3 | Hartford Whalers Ron Francis (53:48) | Boston Garden, Boston, Massachusetts Zuschauer: 14.448 |

#### (A2) Buffalo Sabres – (A3) Canadiens de Montréal
| 5. April 1990 | Buffalo Sabres Dean Kennedy (26:28) Rick Vaive (29:55) Dave Andreychuk (39:08) Bob Corkum (44:27) | 4:1 (0:0, 3:1, 1:0) Spielbericht Stand: 1:0 | Canadiens de Montréal Brian Skrudland (27:45) | Buffalo Memorial Auditorium, Buffalo, New York Zuschauer: 16.210 |

| 7. April 1990 | Buffalo Sabres | 0:3 (0:2, 0:0, 0:1) Spielbericht Stand: 1:1 | Canadiens de Montréal Mats Näslund (4:41) Stéphane Richer (14:09) Shayne Corson (54:15) | Buffalo Memorial Auditorium, Buffalo, New York Zuschauer: 16.433 |

| 9. April 1990 | Canadiens de Montréal Stéphane Richer (30:39) Brian Skrudland (72:35) | 2:1 n. V. (0:1, 1:0, 0:0 1:0) Spielbericht Stand: 2:1 | Buffalo Sabres Phil Housley (7:15) | Forum de Montréal, Montréal, Québec Zuschauer: 17.079 |

| 11. April 1990 | Canadiens de Montréal Stéphane Richer (7:13) Brian Skrudland (24:21) | 2:4 (1:0, 1:3, 0:1) Spielbericht Stand: 2:2 | Buffalo Sabres Rick Vaive (23:16) Doug Bodger (28:57) Pierre Turgeon (39:57) Pierre Turgeon (41:02) | Forum de Montréal, Montréal, Québec Zuschauer: 17.447 |

| 13. April 1990 | Buffalo Sabres Scott Arniel (17:55) Rick Vaive (30:58) | 2:4 (1:0, 1:3, 0:1) Spielbericht Stand: 2:3 | Canadiens de Montréal Stéphane Richer (27:51) Bobby Smith (37:13) Stéphane Richer (38:25) Russ Courtnall (58:39) | Buffalo Memorial Auditorium, Buffalo, New York Zuschauer: 16.433 |

| 15. April 1990 | Canadiens de Montréal Mathieu Schneider (9:00) Brent Gilchrist (36:22) Claude Lemieux (44:47) Russ Courtnall (48:48) Russ Courtnall (59:04) | 5:2 (1:1, 1:0, 3:1) Spielbericht Stand: 4:2 | Buffalo Sabres Rick Vaive (10:22) Dave Andreychuk (46:07) | Forum de Montréal, Montréal, Québec Zuschauer: 17.864 |

#### (P1) New York Rangers – (P4) New York Islanders
| 5. April 1990 | New York Rangers Bernie Nicholls (5:14) Mark Janssens (33:49) | 2:1 (1:0, 1:1, 0:0) Spielbericht Stand: 1:0 | New York Islanders Bryan Trottier (34:36) | Madison Square Garden, New York City, New York Zuschauer: 16.651 |

| 7. April 1990 | New York Rangers John Ogrodnick (11:28) Mark Janssens (29:24) James Patrick (31:35) John Ogrodnick (33:01) Bernie Nicholls (37:33) | 5:2 (1:0, 4:2, 0:0) Spielbericht Stand: 2:0 | New York Islanders David Volek (26:49) Tom Fitzgerald (30:32) | Madison Square Garden, New York City, New York Zuschauer: 16.651 |

| 9. April 1990 | New York Islanders Brent Sutter (1:51) Pat Flatley (51:47) Hubie McDonough (53:09) Brent Sutter (80:59) | 4:3 n. V. (1:1, 0:2, 2:0, 0:0, 1:0) Spielbericht Stand: 1:2 | New York Rangers Troy Mallette (6:51) James Patrick (31:19) Bernie Nicholls (32:40) | Nassau Veterans Memorial Coliseum, Uniondale, New York Zuschauer: 16.297 |

| 11. April 1990 | New York Islanders Pat Flatley (12:25) | 1:6 (1:2, 0:3, 0:1) Spielbericht Stand: 1:3 | New York Rangers Brian Mullen (0:40) Darren Turcotte (10:53) Carey Wilson (30:59) Randy Moller (32:12) John Ogrodnick (33:31) Kelly Kisio (56:31) | Nassau Veterans Memorial Coliseum, Uniondale, New York Zuschauer: 16.297 |

| 13. April 1990 | New York Rangers Mike Gartner (2:47) John Ogrodnick (15:47) Normand Rochefort (21:02) Mike Gartner (28:40) Carey Wilson (31:34) Mike Gartner (51:44) | 6:5 (2:2, 3:0, 1:3) Spielbericht Stand: 4:1 | New York Islanders Jeff Norton (9:51) Rob DiMaio (10:20) Wayne McBean (41:50) Randy Wood (51:18) Pat Flatley (56:53) | Madison Square Garden, New York City, New York Zuschauer: 16.651 |

#### (P2) New Jersey Devils – (P3) Washington Capitals
| 5. April 1990 | New Jersey Devils Bruce Driver (9:14) Pat Conacher (28:02) John MacLean (41:45) Peter Šťastný (48:37) | 4:5 n. V. (1:2, 1:2, 2:0, 0:1) Spielbericht Stand: 0:1 | Washington Capitals Dino Ciccarelli (1:23) Dino Ciccarelli (1:47) Dale Hunter (28:12) John Druce (31:01) Dino Ciccarelli (65:34) | Brendan Byrne Arena, East Rutherford, New Jersey Zuschauer: 19.040 |

| 7. April 1990 | New Jersey Devils Brendan Shanahan (6:21) John MacLean (14:58) John MacLean (18:26) Ken Daneyko (23:37) Eric Weinrich (53:12) Peter Šťastný (56:55) | 6:5 (3:0, 1:2, 2:3) Spielbericht Stand: 1:1 | Washington Capitals Dino Ciccarelli (21:06) Bob Rouse (26:20) Kelly Miller (41:06) Bob Joyce (49:15) Dino Ciccarelli (58:54) | Brendan Byrne Arena, East Rutherford, New Jersey Zuschauer: 19.040 |

| 9. April 1990 | Washington Capitals Dino Ciccarelli (37:46) | 1:2 (0:1, 1:1, 0:0) Spielbericht Stand: 1:2 | New Jersey Devils Ken Daneyko (4:51) Brendan Shanahan (35:21) | Capital Centre, Landover, Maryland Zuschauer: 16.316 |

| 11. April 1990 | Washington Capitals Scott Stevens (22:10) John Druce (33:17) Dino Ciccarelli (57:31) | 3:1 (0:0, 2:1, 1:0) Spielbericht Stand: 2:2 | New Jersey Devils Kirk Muller (33:02) | Capital Centre, Landover, Maryland Zuschauer: 17.670 |

| 13. April 1990 | New Jersey Devils Jon Morris (26:07) Brendan Shanahan (34:46) Patrik Sundström (59:22) | 3:4 (0:1, 2:0, 1:3) Spielbericht Stand: 2:3 | Washington Capitals Dale Hunter (9:03) Mike Ridley (40:27) Dino Ciccarelli (44:30) Geoff Courtnall (57:04) | Brendan Byrne Arena, East Rutherford, New Jersey Zuschauer: 19.040 |

| 15. April 1990 | Washington Capitals Steve Leach (19:49) Geoff Courtnall (23:27) John Druce (39:06) | 3:2 (1:0, 2:1, 0:1) Spielbericht Stand: 4:2 | New Jersey Devils John MacLean (33:21) Peter Šťastný (45:00) | Capital Centre, Landover, Maryland Zuschauer: 18.130 |

### Clarence Campbell Conference

#### (N1) Chicago Blackhawks – (N4) Minnesota North Stars
| 4. April 1990 | Chicago Blackhawks Denis Savard (45:01) | 1:2 (0:1, 0:0, 1:1) Spielbericht Stand: 0:1 | Minnesota North Stars Brian Bellows (9:57) Brian Bellows (45:54) | Chicago Stadium, Chicago, Illinois Zuschauer: 17.427 |

| 6. April 1990 | Chicago Blackhawks Wayne Presley (14:24) Greg Gilbert (21:49) Jeremy Roenick (23:53) Steve Thomas (27:27) Wayne Presley (36:39) | 5:3 (1:3, 4:0, 0:0) Spielbericht Stand: 1:1 | Minnesota North Stars Brian Bellows (8:49) Shawn Chambers (10:41) Neal Broten (11:56) | Chicago Stadium, Chicago, Illinois Zuschauer: 17.522 |

| 8. April 1990 | Minnesota North Stars Mike Modano (59:24) | 1:2 (0:0, 0:0, 1:2) Spielbericht Stand: 1:2 | Chicago Blackhawks Steve Larmer (50:12) Wayne Presley (55:27) | Met Center, Bloomington, Minnesota Zuschauer: 15.196 |

| 10. April 1990 | Minnesota North Stars Don Barber (4:24) Don Barber (11:41) Basil McRae (27:41) Dave Gagner (43:41) | 4:0 (2:0, 1:0, 1:0) Spielbericht Stand: 2:2 | Chicago Blackhawks | Met Center, Bloomington, Minnesota Zuschauer: 12.879 |

| 12. April 1990 | Chicago Blackhawks Jeremy Roenick (10:27) Denis Savard (13:26) Greg Gilbert (24:53) Michel Goulet (56:37) Steve Thomas (57:48) | 5:1 (2:0, 1:1, 2:0) Spielbericht Stand: 3:2 | Minnesota North Stars Brian Bellows (29:24) | Chicago Stadium, Chicago, Illinois Zuschauer: 18.237 |

| 14. April 1990 | Minnesota North Stars Shawn Chambers (10:28) Perry Berezan (17:25) Neal Broten (18:48) Larry Murphy (21:26) Dave Gagner (34:20) | 5:3 (3:1, 2:0, 0:2) Spielbericht Stand: 3:3 | Chicago Blackhawks Greg Gilbert (12:33) Steve Larmer (52:57) Jeremy Roenick (53:57) | Met Center, Bloomington, Minnesota Zuschauer: 15.196 |

| 16. April 1990 | Chicago Blackhawks Wayne Presley (23:00) Wayne Presley (24:06) Jeremy Roenick (32:41) Jeremy Roenick (34:06) Greg Gilbert (57:10) | 5:2 (0:1, 4:0, 1:1) Spielbericht Stand: 4:3 | Minnesota North Stars Don Barber (9:01) Ulf Dahlén (49:58) | Chicago Stadium, Chicago, Illinois Zuschauer: 17.883 |

#### (N2) St. Louis Blues – (N3) Toronto Maple Leafs
| 4. April 1990 | St. Louis Blues Brett Hull (5:18) Ron Wilson (17:03) Jeff Brown (42:27) Ron Wilson (51:53) | 4:2 (2:0, 0:1, 2:1) Spielbericht Stand: 1:0 | Toronto Maple Leafs Brad Marsh (21:34) Wendel Clark (48:55) | St. Louis Arena, St. Louis, Missouri Zuschauer: 12.249 |

| 6. April 1990 | St. Louis Blues Brett Hull (4:52) Paul MacLean (29:49) Rich Sutter (33:32) Paul Cavallini (38:50) | 4:2 (1:1, 3:0, 0:1) Spielbericht Stand: 2:0 | Toronto Maple Leafs Mark Osborne (10:49) Daniel Marois (58:13) | St. Louis Arena, St. Louis, Missouri Zuschauer: 16.845 |

| 8. April 1990 | Toronto Maple Leafs Mark Osborne (5:08) Tom Fergus (32:32) Daniel Marois (33:43) Rob Ramage (57:08) Tom Fergus (58:50) | 5:6 n. V. (1:1, 2:3, 2:1, 0:1) Spielbericht Stand: 0:3 | St. Louis Blues Paul MacLean (10:50) Paul MacLean (22:08) Dave Lowry (27:36) Brett Hull (38:34) Sergio Momesso (50:49) Sergio Momesso (66:04) | Maple Leaf Gardens, Toronto, Ontario Zuschauer: 16.382 |

| 10. April 1990 | Toronto Maple Leafs Scott Pearson (29:25) Gary Leeman (34:00) Dave Hannan (44:22) Eddie Olczyk (59:38) | 4:2 (0:0, 2:1, 2:1) Spielbericht Stand: 1:3 | St. Louis Blues Rod Brind’Amour (34:20) Rod Brind’Amour (53:39) | Maple Leaf Gardens, Toronto, Ontario Zuschauer: 16.382 |

| 12. April 1990 | St. Louis Blues Kelly Chase (4:00) Brett Hull (4:40) Peter Zezel (24:14) Brett Hull (29:29) | 4:3 (2:1, 2:1, 0:1) Spielbericht Stand: 4:1 | Toronto Maple Leafs Gary Leeman (19:37) Scott Pearson (25:00) Gary Leeman (53:47) | St. Louis Arena, St. Louis, Missouri Zuschauer: 16.984 |

#### (S1) Calgary Flames – (S4) Los Angeles Kings
| 4. April 1990 | Calgary Flames Al MacInnis (16:52) Al MacInnis (18:34) Theoren Fleury (42:26) | 3:5 (2:1, 0:0, 1:4) Spielbericht Stand: 0:1 | Los Angeles Kings Luc Robitaille (7:55) Todd Elik (44:31) Tony Granato (50:26) Luc Robitaille (50:44) Steve Kasper (59:07) | Olympic Saddledome, Calgary, Alberta Zuschauer: 19.172 |

| 6. April 1990 | Calgary Flames Doug Gilmour (1:41) Joe Mullen (5:58) Gary Roberts (26:40) Joel Otto (30:42) Jim Korn (32:16) Doug Gilmour (38:58) Joe Nieuwendyk (48:36) Dana Murzyn (59:58) | 8:5 (2:1, 4:2, 2:2) Spielbericht Stand: 1:1 | Los Angeles Kings Marty McSorley (18:18) Luc Robitaille (32:56) Larry Robinson (34:15) Luc Robitaille (44:19) Dave Taylor (52:52) | Olympic Saddledome, Calgary, Alberta Zuschauer: 20.166 |

| 8. April 1990 | Los Angeles Kings Tomas Sandström (20:23) Tony Granato (68:37) | 2:1 n. V. (0:0, 1:0, 0:1, 1:0) Spielbericht Stand: 2:1 | Calgary Flames Joe Mullen (54:05) | Great Western Forum, Inglewood, Kalifornien Zuschauer: 16.005 |

| 10. April 1990 | Los Angeles Kings Dave Taylor (6:38) Tony Granato (8:25) Tomas Sandström (11:06) Dave Taylor (11:55) Tony Granato (22:26) Jay Miller (24:20) Tomas Sandström (27:58) Wayne Gretzky (30:57) Todd Elik (36:44) Dave Taylor (49:15) Tomas Sandström (53:59) Tony Granato (57:04) | 12:4 (4:0, 5:4, 3:0) Spielbericht Stand: 3:1 | Calgary Flames Joel Otto (29:16) Paul Ranheim (29:38) Theoren Fleury (33:25) Joe Nieuwendyk (39:05) | Great Western Forum, Inglewood, Kalifornien Zuschauer: 16.005 |

| 12. April 1990 | Calgary Flames Dana Murzyn (15:57) Joe Nieuwendyk (22:35) Ric Nattress (26:39) Ric Nattress (45:53) Gary Roberts (49:25) | 5:1 (1:0, 2:0, 2:1) Spielbericht Stand: 2:3 | Los Angeles Kings Rob Blake (41:48) | Olympic Saddledome, Calgary, Alberta Zuschauer: 20.107 |

| 14. April 1990 | Los Angeles Kings Wayne Gretzky (1:08) Steve Duchesne (41:01) Steve Duchesne (58:17) Mike Krushelnyski (83:14) | 4:3 n. V. (1:1, 0:1, 2:1, 0:0, 1:0) Spielbericht Stand: 4:2 | Calgary Flames Joe Nieuwendyk (4:51) Doug Gilmour (38:17) Joe Mullen (55:48) | Great Western Forum, Inglewood, Kalifornien Zuschauer: 16.005 |

#### (S2) Edmonton Oilers – (S3) Winnipeg Jets
| 4. April 1990 | Edmonton Oilers Craig Simpson (5:04) Craig Simpson (14:17) Jari Kurri (16:58) Mark Messier (20:35) Petr Klíma (53:39) | 5:7 (3:2, 1:2, 1:3) Spielbericht Stand: 0:1 | Winnipeg Jets Dale Hawerchuk (11:44) David Ellett (18:21) Moe Mantha (22:04) Dale Hawerchuk (33:46) Pat Elynuik (41:46) Brent Ashton (49:55) Teppo Numminen (59:36) | Northlands Coliseum, Edmonton, Alberta Zuschauer: 16.423 |

| 6. April 1990 | Edmonton Oilers Craig Simpson (43:09) Joe Murphy (52:45) Mark Lamb (64:21) | 3:2 n. V. (0:2, 0:0, 2:0, 1:0) Spielbericht Stand: 1:1 | Winnipeg Jets Brent Ashton (5:39) Paul Fenton (18:41) | Northlands Coliseum, Edmonton, Alberta Zuschauer: 17.410 |

| 8. April 1990 | Winnipeg Jets Paul Fenton (29:35) Dale Hawerchuk (55:30) | 2:1 (0:1, 1:0, 1:0) Spielbericht Stand: 2:1 | Edmonton Oilers Reijo Ruotsalainen (16:35) | Winnipeg Arena, Winnipeg, Manitoba Zuschauer: 15.547 |

| 10. April 1990 | Winnipeg Jets Mark Kumpel (4:55) Pat Elynuik (11:42) Doug Evans (12:04) David Ellett (81:08) | 4:3 n. V. (3:2, 0:1, 0:0, 0:0, 1:0) Spielbericht Stand: 3:1 | Edmonton Oilers Petr Klíma (2:07) Steve Smith (18:01) Esa Tikkanen (39:25) | Winnipeg Arena, Winnipeg, Manitoba Zuschauer: 15.572 |

| 12. April 1990 | Edmonton Oilers Esa Tikkanen (8:08) Craig Simpson (33:57) Mark Lamb (34:10) Mark Messier (43:53) | 4:3 (1:1, 2:2, 1:0) Spielbericht Stand: 2:3 | Winnipeg Jets Thomas Steen (19:00) Greg Paslawski (21:55) Brent Ashton (27:47) | Northlands Coliseum, Edmonton, Alberta Zuschauer: 17.503 |

| 14. April 1990 | Winnipeg Jets Mark Kumpel (31:35) Doug Smail (43:44) Doug Evans (49:17) | 3:4 (0:3, 1:0, 2:1) Spielbericht Stand: 3:3 | Edmonton Oilers Esa Tikkanen (5:29) Mark Messier (9:50) Randy Gregg (16:52) Jari Kurri (53:10) | Winnipeg Arena, Winnipeg, Manitoba Zuschauer: 15.567 |

| 16. April 1990 | Edmonton Oilers Glenn Anderson (8:54) Mark Lamb (17:52) Esa Tikkanen (45:09) Jari Kurri (57:48) | 4:1 (2:1, 0:0, 2:0) Spielbericht Stand: 4:3 | Winnipeg Jets Thomas Steen (9:21) | Northlands Coliseum, Edmonton, Alberta Zuschauer: 17.503 |

## Division-Finale

### Prince of Wales Conference

#### (A1) Boston Bruins – (A3) Canadiens de Montréal
| 19. April 1990 | Boston Bruins Dave Poulin (37:37) | 1:0 (0:0, 1:0, 0:0) Spielbericht Stand: 1:0 | Canadiens de Montréal | Boston Garden, Boston, Massachusetts Zuschauer: 14.448 |

| 21. April 1990 | Boston Bruins Brian Propp (6:24) Cam Neely (23:43) John Carter (32:28) Cam Neely (58:11) Garry Galley (63:42) | 5:4 n. V. (1:1, 2:2, 1:1, 1:0) Spielbericht Stand: 2:0 | Canadiens de Montréal Mike McPhee (1:48) Stéphane Richer (21:54) Shayne Corson (25:30) Stéphane Richer (52:50) | Boston Garden, Boston, Massachusetts Zuschauer: 14.448 |

| 23. April 1990 | Canadiens de Montréal Brent Gilchrist (15:09) Russ Courtnall (23:10) Russ Courtnall (54:23) | 3:6 (1:2, 1:3, 1:1) Spielbericht Stand: 0:3 | Boston Bruins John Carter (9:49) Ray Bourque (13:02) John Carter (25:30) Brian Propp (26:58) Don Sweeney (33:49) Dave Poulin (47:48) | Forum de Montréal, Montréal, Québec Zuschauer: 17.942 |

| 25. April 1990 | Canadiens de Montréal Guy Carbonneau (11:16) Stéphan Lebeau (44:22) Stéphan Lebeau (51:51) Guy Carbonneau (59:19) | 4:1 (1:0, 0:1, 3:0) Spielbericht Stand: 1:3 | Boston Bruins John Carter (38:23) | Forum de Montréal, Montréal, Québec Zuschauer: 17.929 |

| 27. April 1990 | Boston Bruins Randy Burridge (10:00) Glen Wesley (58:47) Cam Neely (59:55) | 3:1 (1:0, 0:1, 2:0) Spielbericht Stand: 4:1 | Canadiens de Montréal Stéphan Lebeau (39:27) | Boston Garden, Boston, Massachusetts Zuschauer: 14.448 |

#### (P1) New York Rangers – (P3) Washington Capitals
| 19. April 1990 | New York Rangers Bernie Nicholls (11:04) Brian Mullen (22:44) Jan Erixon (28:03) John Ogrodnick (45:55) Bernie Nicholls (51:49) Mike Gartner (53:26) Bernie Nicholls (57:36) | 7:3 (1:0, 2:0, 4:3) Spielbericht Stand: 1:0 | Washington Capitals Bob Rouse (43:01) John Druce (48:20) Scott Stevens (49:29) | Madison Square Garden, New York City, New York Zuschauer: 16.611 |

| 21. April 1990 | New York Rangers Kelly Kisio (10:29) James Patrick (22:27) Mike Gartner (39:35) | 3:6 (1:2, 2:3, 0:1) Spielbericht Stand: 1:1 | Washington Capitals Mike Ridley (7:36) John Druce (8:59) Bob Joyce (20:45) John Druce (21:10) Dale Hunter (24:53) John Druce (59:07) | Madison Square Garden, New York City, New York Zuschauer: 16.651 |

| 23. April 1990 | Washington Capitals John Druce (6:04) Geoff Courtnall (8:20) John Druce (10:33) Mike Ridley (11:29) Calle Johansson (24:14) Geoff Courtnall (51:58) Steve Leach (57:05) | 7:1 (4:1, 1:0, 2:0) Spielbericht Stand: 2:1 | New York Rangers Paul Broten (9:29) | Capital Centre, Landover, Maryland Zuschauer: 18.011 |

| 25. April 1990 | Washington Capitals Tim Bergland (33:13) John Druce (39:13) John Druce (40:56) Rod Langway (60:34) | 4:3 n. V. (0:1, 2:0, 1:2, 1:0) Spielbericht Stand: 3:1 | New York Rangers Troy Mallette (10:41) John Ogrodnick (55:57) Bernie Nicholls (58:48) | Capital Centre, Landover, Maryland Zuschauer: 18.130 |

| 27. April 1990 | New York Rangers Normand Rochefort (41:47) | 1:2 n. V. (0:1, 0:0, 1:0, 0:1) Spielbericht Stand: 1:4 | Washington Capitals Kelly Miller (3:16) John Druce (66:48) | Madison Square Garden, New York City, New York Zuschauer: 16.631 |

### Clarence Campbell Conference

#### (N1) Chicago Blackhawks – (N2) St. Louis Blues
| 18. April 1990 | Chicago Blackhawks Doug Wilson (9:26) Trent Yawney (33:43) Adam Creighton (38:24) | 3:4 (1:2, 2:2, 0:0) Spielbericht Stand: 0:1 | St. Louis Blues Rod Brind’Amour (5:42) Rick Meagher (18:58) Rod Brind’Amour (26:05) Brett Hull (30:59) | Chicago Stadium, Chicago, Illinois Zuschauer: 17.710 |

| 20. April 1990 | Chicago Blackhawks Steve Larmer (12:39) Wayne Presley (26:18) Troy Murray (48:37) Steve Thomas (48:47) Jeremy Roenick (59:46) | 5:3 (1:0, 1:1, 3:2) Spielbericht Stand: 1:1 | St. Louis Blues Brett Hull (20:35) Brett Hull (47:06) Paul Cavallini (54:34) | Chicago Stadium, Chicago, Illinois Zuschauer: 17.472 |

| 22. April 1990 | St. Louis Blues Sergio Momesso (0:18) Brett Hull (16:46) Jeff Brown (29:42) Brett Hull (55:24) Gino Cavallini (59:51) | 5:4 (2:1, 1:1, 2:2) Spielbericht Stand: 2:1 | Chicago Blackhawks Doug Wilson (2:12) Dave Manson (24:38) Bob Murray (52:26) Steve Thomas (54:38) | St. Louis Arena, St. Louis, Missouri |

| 24. April 1990 | St. Louis Blues Rod Brind’Amour (32:53) Ron Wilson (45:26) | 2:3 (0:0, 1:3, 1:0) Spielbericht Stand: 2:2 | Chicago Blackhawks Wayne Presley (22:06) Michel Goulet (22:42) Trent Yawney (38:09) | St. Louis Arena, St. Louis, Missouri Zuschauer: 18.195 |

| 26. April 1990 | Chicago Blackhawks Jocelyn Lemieux (23:56) Troy Murray (24:59) Steve Thomas (26:12) | 3:2 (0:1, 3:1, 0:0) Spielbericht Stand: 3:2 | St. Louis Blues Adam Oates (14:05) Brett Hull (34:33) | Chicago Stadium, Chicago, Illinois Zuschauer: 18.198 |

| 28. April 1990 | St. Louis Blues Brett Hull (1:36) Dave Lowry (2:30) Brett Hull (35:18) Rich Sutter (51:07) | 4:2 (2:0, 1:2, 1:0) Spielbericht Stand: 3:3 | Chicago Blackhawks Denis Savard (27:39) Jeremy Roenick (34:32) | St. Louis Arena, St. Louis, Missouri Zuschauer: 18.081 |

| 30. April 1990 | Chicago Blackhawks Jeremy Roenick (2:47) Jeremy Roenick (13:03) Steve Larmer (23:03) Denis Savard (27:28) Dave Manson (30:22) Greg Gilbert (40:35) Adam Creighton (43:45) Duane Sutter (59:49) | 8:2 (2:0, 3:1, 3:1) Spielbericht Stand: 4:3 | St. Louis Blues Paul MacLean (32:06) Adam Oates (57:19) | Chicago Stadium, Chicago, Illinois Zuschauer: 18.472 |

#### (S2) Edmonton Oilers – (S4) Los Angeles Kings
| 18. April 1990 | Edmonton Oilers Glenn Anderson (4:41) Jari Kurri (9:38) Mark Messier (34:31) Martin Gélinas (37:47) Esa Tikkanen (40:57) Joe Murphy (50:26) Esa Tikkanen (53:57) | 7:0 (2:0, 2:0, 3:0) Spielbericht Stand: 1:0 | Los Angeles Kings | Northlands Coliseum, Edmonton, Alberta Zuschauer: 16.778 |

| 20. April 1990 | Edmonton Oilers Martin Gélinas (9:12) Craig Simpson (31:11) Jari Kurri (53:14) Mark Lamb (54:29) Esa Tikkanen (56:38) Craig MacTavish (57:39) | 6:1 (1:0, 1:0, 4:1) Spielbericht Stand: 2:0 | Los Angeles Kings Chris Kontos (43:45) | Northlands Coliseum, Edmonton, Alberta Zuschauer: 17.503 |

| 22. April 1990 | Los Angeles Kings Tomas Sandström (1:06) Larry Robinson (19:20) Todd Elik (19:31) Wayne Gretzky (58:51) | 4:5 (3:1, 0:4, 1:0) Spielbericht Stand: 0:3 | Edmonton Oilers Craig Simpson (15:26) Craig Simpson (25:34) Petr Klíma (26:50) Reijo Ruotsalainen (32:13) Adam Graves (35:33) | Great Western Forum, Inglewood, Kalifornien Zuschauer: 16.005 |

| 24. April 1990 | Los Angeles Kings Keith Crowder (22:44) Bob Kudelski (33:39) Luc Robitaille (37:52) John Tonelli (38:38) Mike Allison (41:15) | 5:6 n. V. (0:2, 4:2, 1:1, 0:1) Spielbericht Stand: 0:4 | Edmonton Oilers Mark Messier (4:57) Glenn Anderson (12:02) Mark Lamb (28:28) Craig Simpson (30:38) Esa Tikkanen (57:05) Joe Murphy (64:42) | Great Western Forum, Inglewood, Kalifornien Zuschauer: 16.005 |

## Conference-Finale

### Prince of Wales Conference

#### (A1) Boston Bruins – (P3) Washington Capitals
| 3. Mai 1990 | Boston Bruins Garry Galley (1:18) Cam Neely (18:37) Dave Poulin (41:05) Brian Propp (54:38) Dave Poulin (59:45) | 5:3 (2:1, 0:2, 3:0) Spielbericht Stand: 1:0 | Washington Capitals John Druce (10:08) John Tucker (36:18) Kelly Miller (37:39) | Boston Garden, Boston, Massachusetts Zuschauer: 14.448 |

| 5. Mai 1990 | Boston Bruins Bobby Carpenter (23:23) Cam Neely (42:56) Craig Janney (46:03) | 3:0 (0:0, 1:0, 2:0) Spielbericht Stand: 2:0 | Washington Capitals | Boston Garden, Boston, Massachusetts Zuschauer: 14.448 |

| 7. Mai 1990 | Washington Capitals John Druce (35:23) | 1:4 (0:1, 1:1, 0:2) Spielbericht Stand: 0:3 | Boston Bruins Dave Christian (6:53) Craig Janney (38:08) Randy Burridge (49:59) Cam Neely (59:39) | Capital Centre, Landover, Maryland Zuschauer: 18.130 |

| 9. Mai 1990 | Washington Capitals Nick Kypreos (35:32) Dale Hunter (50:27) | 2:3 (0:2, 1:0, 1:1) Spielbericht Stand: 0:4 | Boston Bruins John Carter (0:53) Cam Neely (18:42) Cam Neely (42:08) | Capital Centre, Landover, Maryland Zuschauer: 18.130 |

### Clarence Campbell Conference

#### (S2) Edmonton Oilers – (N1) Chicago Blackhawks
| 2. Mai 1990 | Edmonton Oilers Mark Messier (9:42) Mark Lamb (23:17) Steve Smith (28:52) Steve Smith (44:43) Craig MacTavish (47:39) | 5:2 (1:0, 2:0, 2:2) Spielbericht Stand: 1:0 | Chicago Blackhawks Wayne Presley (40:57) Steve Larmer (46:55) | Northlands Coliseum, Edmonton, Alberta Zuschauer: 17.228 |

| 4. Mai 1990 | Edmonton Oilers Glenn Anderson (29:49) Jari Kurri (38:01) Esa Tikkanen (42:10) | 3:4 (0:1, 2:2, 1:1) Spielbericht Stand: 1:1 | Chicago Blackhawks Troy Murray (17:50) Denis Savard (22:02) Steve Thomas (37:36) Doug Wilson (58:01) | Northlands Coliseum, Edmonton, Alberta Zuschauer: 17.503 |

| 6. Mai 1990 | Chicago Blackhawks Bob Murray (8:41) Steve Larmer (12:32) Steve Larmer (23:05) Dirk Graham (47:27) Wayne Presley (53:51) | 5:1 (2:1, 1:0, 2:0) Spielbericht Stand: 2:1 | Edmonton Oilers Craig Simpson (6:01) | Chicago Stadium, Chicago, Illinois Zuschauer: 18.472 |

| 8. Mai 1990 | Chicago Blackhawks Denis Savard (18:22) Jeremy Roenick (27:16) | 2:4 (1:2, 1:2, 0:0) Spielbericht Stand: 2:2 | Edmonton Oilers Glenn Anderson (15:02) Mark Messier (17:25) Craig Simpson (20:11) Mark Messier (34:06) | Chicago Stadium, Chicago, Illinois Zuschauer: 18.472 |

| 10. Mai 1990 | Edmonton Oilers Randy Gregg (2:08) Craig Simpson (12:25) Adam Graves (14:32) Jari Kurri (38:29) | 4:3 (3:1, 1:2, 0:0) Spielbericht Stand: 3:2 | Chicago Blackhawks Steve Konroyd (14:14) Troy Murray (24:03) Denis Savard (32:45) | Northlands Coliseum, Edmonton, Alberta Zuschauer: 17.503 |

| 12. Mai 1990 | Chicago Blackhawks Jeremy Roenick (5:01) Adam Creighton (41:31) Steve Thomas (48:11) Trent Yawney (49:04) | 4:8 (1:3, 0:4, 3:1) Spielbericht Stand: 2:4 | Edmonton Oilers Esa Tikkanen (2:01) Craig Simpson (12:26) Petr Klíma (15:11) Adam Graves (25:17) Joe Murphy (35:22) Glenn Anderson (37:31) Mark Messier (37:48) Steve Smith (43:06) | Chicago Stadium, Chicago, Illinois Zuschauer: 18.472 |

## Stanley-Cup-Finale

### (A1) Boston Bruins – (S2) Edmonton Oilers
| 15. Mai 1990 | Boston Bruins Ray Bourque (43:43) Ray Bourque (58:31) | 2:3 n. V. (0:1, 0:1, 2:0, 0:0, 0:0, 0:1) Spielbericht Stand: 0:1 | Edmonton Oilers Adam Graves (9:46) Glenn Anderson (33:00) Petr Klíma (115:13) | Boston Garden, Boston, Massachusetts Zuschauer: 14.448 |

| 18. Mai 1990 | Boston Bruins Ray Bourque (19:07) Greg Hawgood (22:56) | 2:7 (1:2, 1:4, 0:1) Spielbericht Stand: 0:2 | Edmonton Oilers Adam Graves (8:38) Jari Kurri (10:53) Jari Kurri (24:21) Craig Simpson (35:28) Esa Tikkanen (37:10) Joe Murphy (39:12) Jari Kurri (47:27) | Boston Garden, Boston, Massachusetts Zuschauer: 14.448 |

| 20. Mai 1990 | Edmonton Oilers Esa Tikkanen (45:54) | 1:2 (0:2, 0:0, 1:0) Spielbericht Stand: 2:1 | Boston Bruins John Byce (0:10) Greg Johnston (15:04) | Northlands Coliseum, Edmonton, Alberta Zuschauer: 17.503 |

| 22. Mai 1990 | Edmonton Oilers Glenn Anderson (2:13) Glenn Anderson (16:27) Craig Simpson (21:00) Esa Tikkanen (39:15) Craig Simpson (58:36) | 5:1 (2:0, 2:0, 1:1) Spielbericht Stand: 3:1 | Boston Bruins John Carter (55:02) | Northlands Coliseum, Edmonton, Alberta Zuschauer: 17.503 |

| 24. Mai 1990 | Boston Bruins Lyndon Byers (56:30) | 1:4 (0:0, 0:2, 1:2) Spielbericht Stand: 1:4 | Edmonton Oilers Glenn Anderson (21:17) Craig Simpson (29:31) Steve Smith (46:09) Joe Murphy (54:53) | Boston Garden, Boston, Massachusetts Zuschauer: 14.448 |

### Stanley-Cup-Sieger
Der Stanley-Cup-Sieger Edmonton Oilers ließ traditionell insgesamt 46 Personen, davon 24 Spieler sowie einige Funktionäre, darunter der Trainerstab und das Management, auf den Sockel der Trophäe eingravieren. Unter den Funktionären waren auch die Scouts Harry Howell und Garnet Bailey. Für Bailey war es die fünfte Erwähnung auf dem Cup. Nachdem er 1972 als Garnet Bailey und 1970, 1985 und 1987 als G. Bailey eingraviert wurde, ist er in diesem Jahr als Ace Bailey verewigt. Für die Spieler galt dabei, dass sie entweder 41 Partien für die Mannschaft in der regulären Saison bestritten haben sollten oder eine Partie in der Finalserie. Keine Ausnahme machten die Oilers für Vladimír Růžička und Anatoli Semjonow, der es als erste Russe auf den Cup hätte schaffen können.
Die 24 Spieler Edmontons setzen sich aus drei Torhütern, acht Verteidigern und 13 Angreifern zusammen. Im Kader der Oilers standen vier Europäer. Mit Glenn Anderson, Grant Fuhr, Randy Gregg, Charlie Huddy, Jari Kurri, Kevin Lowe und Mark Messier standen sieben Spieler im Kader, die bei allen fünf bisherigen Stanley-Cup-Siegen der Oilers dabei waren. Auch sieben Funktionäre schafften es bei allen fünf Cup-Siegen erwähnt zu werden. Jari Kurri war der erste Europäer, der den Stanley Cup fünfmal gewinnen konnte.
| Stanley-Cup-Sieger Edmonton Oilers | Torhüter: Grant Fuhr, Bill Ranford, Pokey Reddick Verteidiger: Jeff Beukeboom, Randy Gregg, Charlie Huddy, Kevin Lowe, Craig Muni, Reijo Ruotsalainen, Geoff Smith, Steve Smith Angreifer: Glenn Anderson, Dave Brown, Kelly Buchberger, Martin Gélinas, Adam Graves, Petr Klíma, Jari Kurri, Mark Lamb, Craig MacTavish, Mark Messier (C), Joe Murphy, Craig Simpson, Esa Tikkanen Cheftrainer: John Muckler General Manager: Glen Sather |

## Beste Scorer
Abkürzungen: GP = Spiele, G = Tore, A = Assists, Pts = Punkte, +/− = Plus/Minus, PIM = Strafminuten; Fett: Bestwert
| Spieler        | Team      | GP | G  | A  | Pts | +/− | PIM |
| -------------- | --------- | -- | -- | -- | --- | --- | --- |
| Craig Simpson  | Edmonton  | 22 | 16 | 15 | 31  | +11 | 8   |
| Mark Messier   | Edmonton  | 22 | 9  | 22 | 31  | +5  | 20  |
| Cam Neely      | Boston    | 21 | 12 | 16 | 28  | +7  | 51  |
| Jari Kurri     | Edmonton  | 22 | 10 | 15 | 25  | +13 | 18  |
| Esa Tikkanen   | Edmonton  | 22 | 13 | 11 | 24  | +12 | 26  |
| Glenn Anderson | Edmonton  | 22 | 10 | 12 | 22  | +12 | 20  |
| Steve Larmer   | Chicago   | 20 | 7  | 15 | 22  | +2  | 8   |
| Denis Savard   | Chicago   | 20 | 7  | 15 | 22  | ±0  | 41  |
| Craig Janney   | Boston    | 18 | 3  | 19 | 22  | +3  | 2   |
| Brett Hull     | St. Louis | 12 | 13 | 8  | 21  | +1  | 17  |

Die beste Plus/Minus-Statistik erreichte Steve Smith von den Edmonton Oilers mit einem Wert von +15.

## Beste Torhüter
Die kombinierte Tabelle zeigt die jeweils drei besten Torhüter in den Kategorien Gegentorschnitt und Fangquote sowie die jeweils Führenden in den Kategorien Shutouts und Siege.
Abkürzungen: GP = Spiele, Min = Eiszeit (in Minuten), W = Siege, L = Niederlagen, GA = Gegentore, SO = Shutouts, Sv% = gehaltene Schüsse (in %), GAA = Gegentorschnitt; Fett: Bestwert; Sortiert nach Gegentorschnitt.
 Erfasst werden nur Torhüter mit 180 absolvierten Spielminuten.
| Spieler      | Team     | GP | Min     | W  | L | GA | SO | Sv%  | GAA  |
| ------------ | -------- | -- | ------- | -- | - | -- | -- | ---- | ---- |
| Andy Moog    | Boston   | 20 | 1195:14 | 13 | 7 | 44 | 2  | 90,9 | 2,21 |
| Daren Puppa  | Buffalo  | 6  | 370:08  | 2  | 4 | 15 | 0  | 92,1 | 2,43 |
| Patrick Roy  | Montréal | 11 | 640:46  | 5  | 6 | 26 | 1  | 91,1 | 2,43 |
| Ed Belfour   | Chicago  | 9  | 408:54  | 4  | 2 | 17 | 0  | 91,5 | 2,49 |
| Bill Ranford | Edmonton | 22 | 1401:13 | 16 | 6 | 59 | 1  | 91,2 | 2,53 |